# Roger Goodell
Roger S. Goodell (19 de fevereiro de 1959, Jamestown, Nova Iorque) é o atual Comissário (Presidente) da National Football League (NFL), a liga profissional de futebol americano dos Estados Unidos, tendo assumido este cargo depois da saída de Paul Tagliabue em 8 de agosto de 2006.